# Rafael Santos Calderón
Rafael Santos Calderón (n. 1954) es un periodista colombiano. Es presidente del Consejo Superior de la Universidad Central desde 2019.
Como miembro de la familia Santos es hijo del periodista Hernando Santos Castillo y primo del expresidente de Colombia Juan Manuel Santos.

## Biografía

### Familia
Sus padres eran Hernando Santos Castillo, quien fue director del periódico El Tiempo entre 1981 y 1999, y Elena Calderón Nieto. Su hermano es el exvicepresidente de Colombia y ex embajador de Colombia en Estados Unidos (2018-2020), Francisco Santos. Sus otros hermanos son Guillermo, Hernando, Camilo, Juana y Adriana Santos. Es cuñado de Roberto Pombo, exdirector de El Tiempo (casado con Juana Santos) y de Patricio Wills, presidente de Televisa (casado con Adriana Santos)
Es padre de cuatro hijos: Lina, Santiago y Andrés -con su cónyuge Cristina Merchán Vargas-, y Diego. Es primo del expresidente de Colombia, periodista y premio Nobel de la Paz de 2016 Juan Manuel Santos y de su hermano, el también periodista Enrique Santos. Es sobrino del padre de ambos, el periodista Enrique Santos Castillo. Curiosamente la madre de Rafael (Elena) es hermana de la madre de Juan Manuel, Enrique y Luis (Clemencia), por lo que Rafael es sobrino de sangre tanto de Enrique Santos como de Clemencia Calderón.  Es nieto del periodista Enrique Santos Montejo "Calibán" y sobrino-bisnieto del también periodista, propietario del diario El Tiempo y expresidente de Colombia Eduardo Santos Montejo.

### Trayectoria
Se graduó en periodismo en la Universidad de Kansas y fue becario del programa John S. Knight en la Universidad de Stanford. Trabajó en el periódico El Tiempo, junto a sus primos Juan Manuel, Luis y Enrique, y su propio hermano. Llegó a ser director de publicaciones de El Tiempo Casa Editorial y a codirigir el periódico con su padre, a quien sucedió como director del periódico, tras su fallecimiento.
Fue director de publicaciones del diario estadounidense Miami Herald en 1976. También es director de CEMEX Latam Holdings, S.A. desde 2012. Fue presidente de la Corporación Excelencia en la Justicia.

#### Universidad Central
Ocupó la decanatura de la Facultad de Periodismo de la Universidad Central, cargo al que llegó en 1979. Gracias a su trayectoria fue distinguido como Doctor Honoris Causa en periodismo en 1994 por la misma institución. Pasó a ser rector de la universidad y luego presidente del Consejo Superior de la institución en septiembre de 2019.